# Wilhelm Josephson (företagare)
Wilhelm Josephson, född 11 mars 1901 i Stockholm, död där 21 juni 1978, var en svensk företagare.
Wilhelm Josephson var son till John Josephson. Efter läroverksstudier i Stockholm började han 1917 utbildning i faderns engrossfirma i trikåer, kortvaror och sybehör, Bendix, Josephson & co. AB, och var 1920 anställd i en större kommissionsfirma i London. Efter att ha återkommit till Sverige fortsatte han hos Bendix, Josephson & Co. AB där han blev styrelseledamot och vice VD 1926 samt efter faderns död 1940 bolagets ledare och VD. Han företog omfattande utländska affärsresor och fortsatte att utveckla fadern och farfaderns bolag till ett av de ledande i Sverige med omfattande export till grannländerna. Josephson blev 1938 fullmäktig i Stockholms handelskammare, 1946 ordförande i styrelsen för Aktiebolaget Nyköpings Automobilfabrik samt var medlem av styrelsen för Textilgrossisternas riksförbund från 1943 och av Sveriges grossistförbund från 1945. Han var dessutom från 1942 vice ordförande i styrelsen för tidskriften Ord och bild. Josephson var mycket intresserad av modern svensk konst och en stor samlare inom området, främst av måleri och skulptur. Från 1945 var han fullmäktig i den svenska sektionen av Nordiska konstnärsförbundet.